# Перемота, Игорь Викторович
И́горь Ви́кторович Перемо́та (14 января 1981, Копейск, СССР) — российский легкоатлет, участник Олимпийских игр. Мастер спорта международного класса.

## Карьера
Тренироваться начал под руководством своего отца Виктора Ивановича.
Четырёхкратный чемпион России в беге на 110 метров с барьерами с 2004 по 2007 год. Двукратный серебряный призёр чемпионатов России 2008 и 2011 годов и трёхкратный бронзовый призёр чемпионатов 2002, 2003 и 2009 годов.
Чемпион России в помещении 2004 и четырёхкратный призёр первенства.
Участник двух чемпионатов мира и трёх чемпионатов мира в помещении.

## Образование
Окончил Челябинский государственный педагогический университет.